# Zita Žvikienė
Zita Žvikienė (ur. 30 września 1955 w Selvester) – litewska polityk. Posłanka na Sejm Republiki Litewskiej.
W 2001 roku uzyskała tytuł magistra prawa na Wydziale Prawa Uniwersytetu Wileńskiego.
Swoją karierę zawodową rozpoczęła w 1973 roku w Ministerstwie Spraw Wewnętrznych na Litwie. Od 1997 do 1998 roku pracowała jako Główny Inspektor Podatkowy w Państwowym Inspektoracie Podatkowym (STI) w Radziwiliszkach. Od 1999 roku była Głównym Inspektorem Podatkowym w Inspekcji Podatkowej Powiatu Szawelskiego w Radziwiliszkach.
W latach 2000–2002 obejmowała stanowisko Głównego Inspektora Podatkowego i Dyrektora Naczelnego Głównego Inspektoratu Podatkowego w Szawlach na Wydziale Kontroli Operacyjnej. Od 2002 roku była też  kierownikiem Wydziału Kryminalistycznego w Szawlach. W latach 2002–2004 była zastępcą dyrektora w Departamencie Administracji Podatkowej w Urzędzie Inspekcji Podatkowej w Szawlach. Od 2008 do 2009 była asystentką  Virginij Baltraitienė. W latach 2009–2010 pracowała na  stanowisku zastępcy dyrektora w Departamencie Administracji Podatkowej w Urzędzie Inspekcji Podatkowej w Szawlach. W latach 2011–2012 była zastępcą dyrektora w Departamencie Kontroli w Urzędzie Inspekcji Podatkowej w Szawlach.
W 2012 przyjęła propozycję kandydowania do Sejmu z ramienia Partii Pracy (Litwa). W wyborach w 2012 uzyskała mandat posłanki na Sejm Republiki Litewskiej.